# Pieter van der Werff

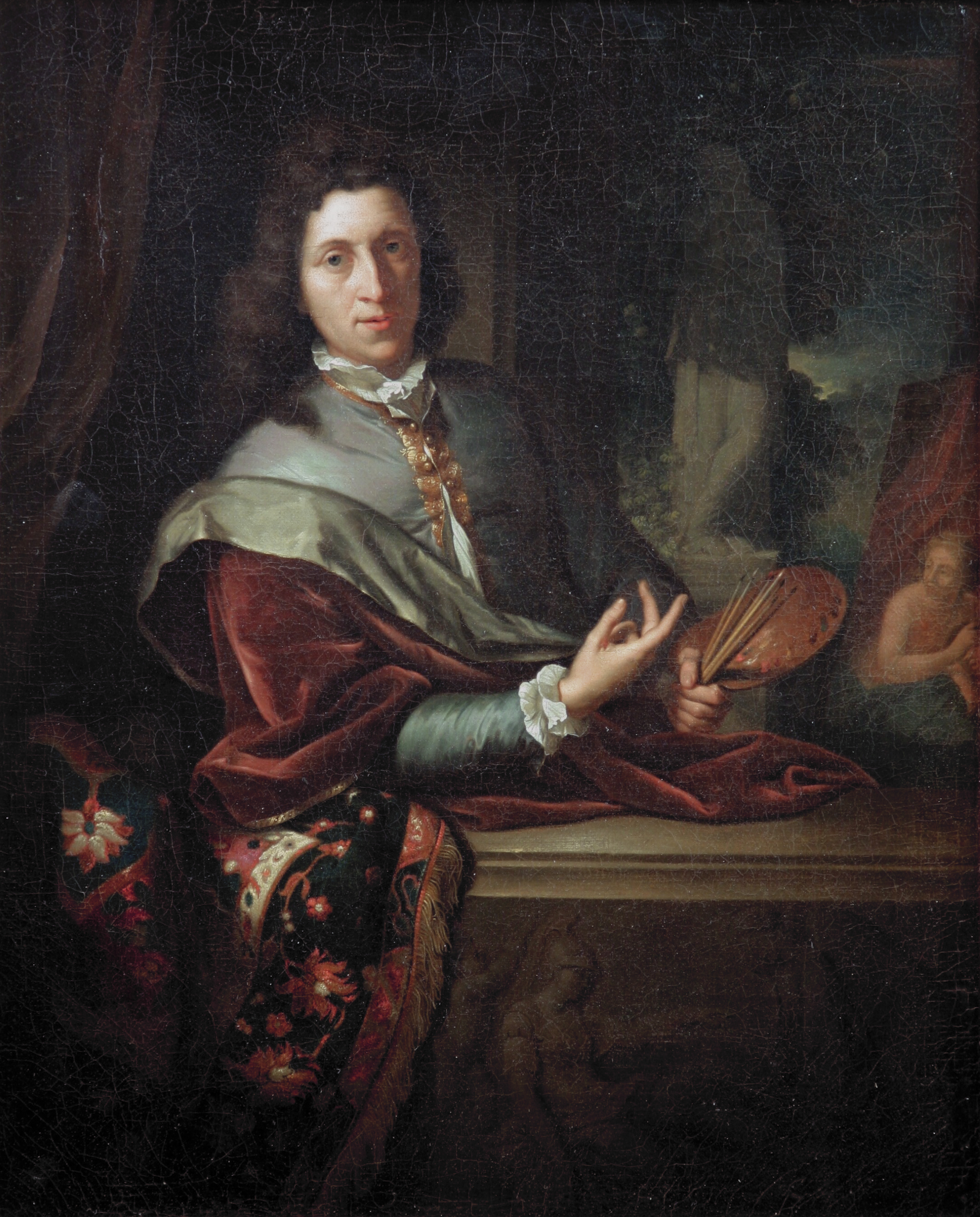
Autorretrato, 1694. Óleo sobre lienzo, 48,5 x 39,7 cm, Museo Boymans van Beuningen.

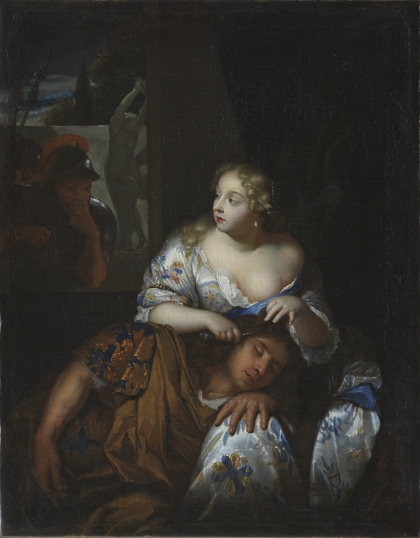
Sansón y Dalila, óleo sobre lienzo, 38,5 x 30,5 cm, Bilbao, Museo de Bellas Artes de Bilbao.

Pieter van der Werff, (Kralinger Ambacht, 16 e mayo de 1665-Róterdam, 26 de septiembre de 1722) fue un pintor barroco holandés.

## Biografía
Nacido en Kralinger Ambacht, actualmente un barrio de Róterdam, fue hermano menor, discípulo y colaborador de Adriaen van der Werff, de quien hizo copias de algunos de su cuadros confundidas luego en ocasiones con originales.
Conocido principalmente por sus retratos, de los que se conserva una muestra muy representativa en el Rijksmuseum de Ámsterdam formada por la serie de retratos en óvalo de los directores de la cámara de la Compañía Holandesa de las Indias Orientales en Róterdam, pintó también cuadros de gabinete y pequeñas escenas mitológicas (Baco niño), alegóricas (Soplando pompas de jabón), bíblicas (Adán y Eva, Louvre; Sansón y Dalila, Museo de Bellas Artes de Bilbao) o costumbristas (Hombre con un gato y una jaula de grillos en un arco, Lamport Hall, Distrito de Daventry) con gusto clasicista recibido de su hermano y alejado del naturalismo nórdico.
De 1702 a 1714 fue en varios momentos decano del gremio de San Lucas de Róterdam.